# شاقح (سيئون)

تعديل مصدري - تعديل

شاقح هي إحدى قرى عزلة سيئون بمديرية سيئون التابعة لمحافظة حضرموت، بلغ تعداد سكانها 426 نسمة حسب تعداد اليمن لعام 2004.